# Martinšćica (Kostrena)
Martinšćica (olaszul:  San Martino di Liburnia) falu Horvátországban, Tengermellék-Hegyvidék megyében. Közigazgatásilag Kostrenához tartozik.

## Fekvése
Fiume város délkeleti szomszédságában a Tengermelléken a Martinšćica-öböl nyugati partján, a sušaki és a kostrenai tengerparti hegyoldalak között fekszik. A Martinšćica-öböl 1400 méter hosszú és 300 méter széles, kétoldalt magas mészkősziklák szegélyezik. Hossztengelye megközelítőleg merőleges a Fiumei-öböl partjára és Dragai-völgyre, mellyel a Dragai-patak köti össze. Itt található a "Viktor Lenac" hajógyár.

## Története
Martinšćica nevét az egykor itt a parton állt Szent Márton kápolnáról kapta. A kápolnát 1485-ben egy vitával kapcsolatban említik először. 1737-ben összedőlt, de 1780-ban újjáépítették. 1833-ban az épület végleg rommá lett és a helyén hadikórház épült.

## Lakosság
| Lakosság változása | Lakosság változása | Lakosság változása | Lakosság változása | Lakosság változása | Lakosság változása | Lakosság változása | Lakosság változása | Lakosság változása | Lakosság változása | Lakosság változása | Lakosság változása | Lakosság változása | Lakosság változása | Lakosság változása | Lakosság változása |
| ------------------ | ------------------ | ------------------ | ------------------ | ------------------ | ------------------ | ------------------ | ------------------ | ------------------ | ------------------ | ------------------ | ------------------ | ------------------ | ------------------ | ------------------ | ------------------ |
| 1857               | 1869               | 1880               | 1890               | 1900               | 1910               | 1921               | 1931               | 1948               | 1953               | 1961               | 1971               | 1981               | 1991               | 2001               | 2011               |
| 40                 | 53                 | 43                 | 78                 | 89                 | 105                | 0                  | 93                 | 0                  | 0                  | 0                  | 0                  | 0                  | 0                  | 20                 | 0                  |